# Monheim (Schwaben)
Monheim i Landkreis Donau-Ries i Regierungsbezirk Schwaben i den tyske delstat Bayern med knap 5.000 indbyggere. Den er administrationsby i Verwaltungsgemeinschaft Monheim.

## Geografi
Monheim ligger i Naturpark Altmühltal i Region Augsburg.
Der er følgende landsbyer og bebyggelser i kommunen:
- Hovedbyen Monheim 3.155
- Flotzheim 362
- Hagenbuch 10
- Itzing 253
- Kölburg 130
- Kreut 90
- Liederberg 56
- Rehau 254
- Ried 29
- Rothenberg 28
- Warching 150
- Weilheim 303
- Wittesheim 212